# Белов, Владимир Николаевич (футболист)
Владимир Николаевич Белов (11 мая 1947 — до мая 2017) — советский футболист, защитник.
Начинал играть в команде «Прогресс» Бийск (1966—1970), выступавшей в низших лигах первенства СССР. 1971 год начал в «Металлурге» Новокузнецк, затем перешёл в кемеровский «Кузбасс», за который в первой лиге играл до завершения карьеры в 1981 году и провёл более трёхсот матчей.
Начальник команды «Прогресс» Бийск в 1988 году.
Скончался не позже мая 2017 года.

## умер 12 мая 2013 г.
1. ↑  : FootBook :. Сайт футбольной статистики
2. ↑  Как футбольный «Кузбасс» обыграл «Спартак» со счетом 4:0. Дата обращения: 19 апреля 2022. Архивировано 9 октября 2019 года.